# Yield
Yield es el quinto álbum de estudio realizado por el grupo de grunge Pearl Jam, que salió a la venta el 3 de febrero de 1998. Si bien este disco sigue parte del camino trazado por No Code, muestra que en él desearon crear un disco no tan experimental y marca un regreso a sus raíces musicales. En este álbum se da el regreso del grupo a los videos musicales con el video de la canción Do the evolution. Como dato curioso, Yield es el último álbum de Pearl Jam lanzado en formato casete en los Estados Unidos.

## Descripción
En su conjunto, "Yield" recuerda el rock directo que tenía la banda en sus primeros trabajos. El álbum fue inspirado por la novela "Ishmael" del escritor Daniel Quinn, y por la novela El Maestro y Margarita del escritor Mijaíl Bulgákov, y en algunos escritos de Charles Bukowski, entre otros autores. El título del álbum proviene de la idea de Ceder a la naturaleza, el cual es uno de los temas 
centrales de la novela "Ishmael". El guitarrista Stone Gossard escribió las letras para las canciones "No Way" y "All Those Yesterdays", y el bajista Jeff Ament realiza sus primeras contribuciones como escritor en un álbum de Pearl Jam, creando las letras de las canciones "Pilate" y "Low Light".

## Diseño del álbum
La imagen de la portada fue tomada de una fotografía de una carretera en las afueras de la ciudad de Billings, Montana. La fotografía fue modificada para formar una toma panorámica en 360°, como si en realidad hubiera una curva en el camino. La portada de la versión en casete tiene un diseño un poco diferente, ya que el signo de tránsito Yield se encuentra en el lado izquierdo de la fotografía, en lugar del derecho como aparece en el CD, ya que la fotografía del camino aparece a la inversa. De acuerdo con las notas del diseño, existe un símbolo de Yield escondido en cada fotografía del cuadernillo. En 1999, el álbum recibió una nominación al premio Grammy por Mejor portada de álbum.

## Lista de canciones
1. "Brain of J." (McCready, Vedder) - 2:59
2. "Faithfull" (McCready, Vedder) - 4:18
3. "No Way" (Gossard) - 4:19
4. "Given to Fly" (McCready, Vedder) - 4:01
5. "Wishlist" (Vedder) - 3:26
6. "Pilate" (Ament) - 3:00
7. "Do the Evolution" (Gossard, Vedder) - 3:54
8. "Red Bar" (Irons) - 1:06
9. "MFC" (Vedder) - 2:27
10. "Low Light" (Ament) - 3:46
11. "In Hiding" (Gossard, Vedder) - 5:00
12. "Push Me, Pull Me" (Ament, Vedder) - 2:28
13. "All Those Yesterdays" (Gossard) - 7:47
  - Contiene al final del álbum la canción oculta "Hummus"

## Sencillos
- Given to Fly (1998)
- Wishlist (1998)

## Créditos
Toda la información está tomada de All Music Guide.

### Pearl Jam
- Mike McCready – Guitarra, piano
- Jeff Ament – Bajo, guitarra, coros
- Stone Gossard – Guitarra, coros
- Jack Irons – Batería
- Eddie Vedder – Voz, guitarra

### Personal adicional
- Productor - Brendan O'Brien y Pearl Jam
- Mezcla de audio - Brendan O'Brien
- Mezcla de audio en "Push Me, Pull Me" - Nick DiDia
- Grabación - Nick DiDia
- Ingenieros de Sonido - Matt Bayles, Sam Hofstedt, Ryan Williams
- Máster - Rodney Mills' Masterhouse
- Concepto del álbum - Carpenter Newton
- Fotografía - Jeff Ament, Jerry Gay, Greg Montijo
- Diseño de página - Barry Ament, George Estrada, Coby Schultz, Jeff Ament

## Reconocimientos y ventas
Yield vendería 358 000 copias durante su primera semana de lanzamiento, convirtiéndose en el primer álbum de Pearl Jam que no alcanzaba el número 1 en las listas de la revista Billboard desde Ten en 1991. Aun así, el álbum alcanzaría certificación de platino por la RIAA en los Estados Unidos, y eventualmente superaría las ventas de su álbum predecesor, No Code, vendiendo 1 500 000 copias.
Yield incluye los sencillos Given to Fly y Wishlist. "Given to Fly" alcanzó el número 3 en la lista Modern Rock Tracks de Billboard y permanecería seis semanas en el número 1 de la lista Mainstream Rock Tracks. El grupo contrató al famoso artista de cómics Todd McFarlane para crear el video para la canción Do the Evolution. Este sería su primer video desde 1992. En 1999 la canción "Do the Evolution" sería nominada al Grammy por Mejor interpretación Hard Rock y el video sería nominado a Mejor Video musical en formato corto.

## Posición en listas
Toda la información está tomada de varias fuentes.

### Álbum
| Año  | Lista                                      | Posición |
| ---- | ------------------------------------------ | -------- |
| 1998 | Lista oficial de álbumes en Australia      | 1        |
| 1998 | Lista oficial de álbumes en Nueva Zelanda  | 1        |
| 1998 | The Billboard 200                          | 2        |
| 1998 | Top Canadian Albums                        | 2        |
| 1998 | Lista oficial de álbumes en Alemania       | 4        |
| 1998 | Lista oficial de álbumes en el Reino Unido | 7        |

### Sencillos
| Año  | Sencillo           | Lista                                        | Posición |
| ---- | ------------------ | -------------------------------------------- | -------- |
| 1998 | "Given to Fly"     | Lista oficial de sencillos en Canadá         | 2        |
| 1998 | "Given to Fly"     | Lista oficial de sencillos en Nueva Zelanda  | 12       |
| 1998 | "Given to Fly"     | Lista oficial de sencillos en el Reino Unido | 12       |
| 1998 | "Given to Fly"     | Lista oficial de sencillos en Australia      | 13       |
| 1998 | "Given to Fly"     | Lista oficial de sencillos en Irlanda        | 18       |
| 1998 | "Given to Fly"     | The Billboard Hot 100 (Estados Unidos)       | 21       |
| 1998 | "Given to Fly"     | Mainstream Rock Tracks (Estados Unidos)      | 1        |
| 1998 | "Given to Fly"     | Modern Rock Tracks (Estados Unidos)          | 3        |
| 1998 | "Given to Fly"     | Lista oficial de sencillos en Alemania       | 67       |
| 1998 | "Wishlist"         | Lista oficial de sencillos en Canadá         | 7        |
| 1998 | "Wishlist"         | Lista oficial de sencillos en el Reino Unido | 30       |
| 1998 | "Wishlist"         | The Billboard Hot 100 (Estados Unidos)       | 47       |
| 1998 | "Wishlist"         | Mainstream Rock Tracks (Estados Unidos)      | 6        |
| 1998 | "Wishlist"         | Modern Rock Tracks (Estados Unidos)          | 6        |
| 1998 | "Wishlist"         | Adult Top 40 (Estados Unidos)                | 39       |
| 1998 | "Wishlist"         | Lista oficial de sencillos en Australia      | 48       |
| 1998 | "In Hiding"        | Modern Rock Tracks (Estados Unidos)          | 13       |
| 1998 | "In Hiding"        | Mainstream Rock Tracks (Estados Unidos)      | 14       |
| 1998 | "Do the Evolution" | Modern Rock Tracks (Estados Unidos)          | 33       |
| 1998 | "Do the Evolution" | Mainstream Rock Tracks (Estados Unidos)      | 40       |